# Stigmella altimontana
Stigmella altimontana (лат.) — вид молей-малюток рода Stigmella (Nepticulinae) из семейства Nepticulidae.

## Распространение
Южная Америка: Перу, влажные высокогорные луга парамо, Анды (4100—4350 м), Dept. Ancash, 50 км ю.-в. Huaraz, Rio Puma Pampa, Valley Ingenio, 9°53’53"S, 77°15’40"W, а также 35 км ю.-в. Huaraz, Cerro Cahuish, 9°40’19"S, 77°12’21"W, Quabrada Pucavado.

## Описание
Мелкие молевидные бабочки. Длина передних крыльев самцов 2,8—3,2 мм, размах — 6,1—6,9 мм (самки мельче). Цвет золотисто-серый. Жгутик усика самцов состоит из 32—33 члеников (28 у самок). Гусеницы и биология неизвестны. Имаго появляются в феврале.

## Этимология
Видовое название S. altimontana связано с признаком высотной приуроченности и происходит от сочетания латинских слов altus (высокий) + montanus(горный).